# Wizernes
Wizernes es una población y comuna francesa, situada en la región de Norte-Paso de Calais, departamento de Paso de Calais, en el distrito de Saint-Omer y cantón de Saint-Omer-Sud.

## Demografía
| 2798 | 3016 | 3309 | 3614 | 3362 | 3448 |
| Para los censos de 1962 a 1999 la población legal corresponde a la población sin duplicidades (Fuente: INSEE [Consultar]) |      |      |      |      |      |